# Bonitasaura
Bonitasaura é um gênero de dinossauro saurópode titanossauriano encontrado nas camadas terminais, datadas do Cretácico Superior, da formação Bajo de la Carpa, grupo Neuquén, localizadas na província Río Negro, Patagónia Noroeste, Argentina. Os restos fósseis, consistindo de um esqueleto adolescente parcial amontoado numa matriz rochosa de arenito fluvial, incluindo uma mandíbula com dentes, séries vertebrais parciais e ossos dos membros locomotores, foi descrito por Apesteguía em 2004.
A etimologia do nome genérico refere-se ao nome da pedreira em que o fóssil foi encontrado, “La Bonita”, enquanto que o epíteto específico honra um famoso paleontólogo argentino, Leonardo Salgado.
O Bonitasaura é um saurópode de 9 metros de comprimento com um crânio de características diplodocóides. A mandíbula  é caracterizada por uma crista aguçada e vascularizada, imediatamente posterior à série dentária anterior reduzida. Esta crista suportava em vida um revestimento queratinoso e pareado com uma estrutura semelhante no maxilar, funcionaria como uma guilhotina, cortando a vegetação puxada pelos dentes frontais semelhantes aos de um ancinho. Este animal tinha um pescoço curto e arcos neurais robustos nas vértebras dorsais anteriores quando comparado com outros titanossáurios, estes últimos permitindo a fixação de fortes músculos cervicais permitiriam ao animal exercer grande força com o pescoço.
O B. salgadoi é mais uma prova de que, após uma suposta extinção dos saurópodes diplodocóides, algumas linhagens evolutivas de titanossáurios convergiram com os anteriores exibindo crânios baixos e compridos sem os característicos arcos nasais de outros macronarianos, como o Brachiosaurus, o Argentinosaurus ou o Camarasaurus. Além disso possuem mandíbulas com sínfises rectas e dentes arranjados em pente, as proporções dos membros invertidas com os membros anteriores mais curtos que os posteriores e caudas em chicote rudimentares. Este achado também elucida alguns aspectos problemáticos do Antarctosaurus, visto por vezes como uma quimera composta por um crânio de titanossáurio e uma mandíbula diplodocóide, já que existem espécies primitivas de diplodocóides coevas.